# ワン・ホット・ミニット
『ワン・ホット・ミニット - One Hot Minute』は、レッド・ホット・チリ・ペッパーズの6枚目のスタジオ・アルバム。

## 概要
ギタリストのオーディションを繰り返すも、定着するような人材が発掘されない中、元ジェーンズ・アディクションのデイヴ・ナヴァロがギタリストに決定するが、本作のツアー後に方向性の違いから脱退。

## 収録曲
全てアンソニー・キーディス、フリー、デイヴ・ナヴァロ、チャド・スミスによる作詞・作曲。
1. ワープト - Warped (5:04)
先行シングルカット。発売当初における邦題は『レッチリの電撃ワープ』。
2. エアロプレイン - Aeroplane (4:45)
シングルカット曲。この曲のPVを撮る際、アンソニーはフェミニストの関係者と揉めたと自伝で語っている。
3. ディープ・キック - Deep Kick (6:33)
バンドの歴史を歌詞にした曲。当初はこの曲を最後のシングルで出す予定だった。
4. マイ・フレンズ - My Friends (4:02)
シングルカット曲。フリーがアコースティックギターで書いたバラード。
5. コーヒー・ショップ - Coffee Shop (3:08)
シングルカット。ナヴァロのギタープレイの特徴が色濃く出た、ダークなスラップナンバー。
6. ピー - Pea (1:47)
バンド唯一の、フリーのアコースティックベース弾き語り曲。ライヴでは後半にハードコア的展開が付け加えられていた。
7. ワン・ビッグ・モブ - One Big Mob (6:02)
8. ウォークアバウト - Walkabout (5:07)
9. ティアー・ジャーガー - Tearjerker (4:19)
アンソニーが、カート・コバーンに捧げた曲。
10. ワン・ホット・ミニット - One Hot Minute (6:23)
11. フォーリン・イントゥ・グレース - Falling into Grace (3:48)
12. 教祖たちのゲーム - Shallow Be Thy Game (4:33)
シングルカット。シングルのジャケットが「コーヒー・ショップ」と酷似しており、曲調、コードも似ている曲。
13. トランセンディング～リヴァーに捧ぐ～ - Transcending (5:46)
アンソニーとフリーの親友であるリヴァー・フェニックスに捧げられた曲。
14. メランコリー・メカニックス - Melancholy Mechanics (4:30) ※日本盤ボーナス・トラック